# Інезія сіроголова
Іне́зія сіроголова (Inezia inornata) — вид горобцеподібних птахів родини тиранових (Tyrannidae). Мешкає в Південній Америці.

## Опис
Довжина птаха становить 10 см, вага 5,5-6 г. Голова сіра, над очима білі "брови". Верхня частина тіла оливкова, крила коричневі, на крилах білі смуги. Нижня частина тіла білувата, живіт жовтуватий.

## Поширення і екологія
Сіроголові інезії мешкають в Перу (регіон Мадре-де-Дьйос), на півночі і сході Болівії, на південному заході Бразилії, на півночі Парагваю і на північному заході Аргентини. Гніздиться на південь від болівійського департаменту Бені, в Перу і північній Болівії трапляється в негніздовий період.
Сіроголові інезії живуть в сухих і вологих тропічних лісах, у вологих саванах і чагарникових заростях на висоті до 700 м над рівнем моря.